# Prix Bancroft (histoire)
Pour les articles homonymes, voir Bancroft.
Ne doit pas être confondu avec le prix Bancroft de la Société royale du Canada.
Le prix Bancroft est remis par les autorités de l'université Columbia aux auteurs d'ouvrages originaux traitant de diplomatie ou de l'histoire des Amériques et publiés dans l'année. Un legs de Frederic Bancroft l'a créé en 1948.
Ce prix est considéré aux États-Unis comme la récompense la plus prestigieuse dans le domaine de la science historique. Il est doté de 10 000 $ (4 000 $ jusqu'en 2004).

## Lauréats du prix Bancroft depuis sa création
| Année | Titre |
| ----- | --- |
| 1948  | Nevins, Allan. Ordeal of the Union. New York : Charles Scribner and Sons, 1947. |
| 1948  | DeVoto, Bernard. Across the Wide Missouri. New York : Houghton Mifflin, 1947. |
| 1949  | Sherwood, Robert E. Roosevelt and Hopkins. New York : Harper & Brothers, 1948. |
| 1949  | Morison, Samuel E. The Rising Sun in the Pacific. New York : Little, Brown, 1948. |
| 1950  | Gipson, Lawrence H. The Victorious Year, 1758–1760. New York : Alfred A. Knopf, 1949. Vol. VII of The Great War for Empire. |
| 1950  | Bolton, Herbert E. Coronado. Whittlesey House and the University of New Mexico Press, 1949. |
| 1951  | Holcombe, Arthur N. Our More Perfect Union. Cambridge, MA : Harvard University Press, 1950. |
| 1951  | Smith, Henry N. Virgin Land. Cambridge, MA : Harvard University Press, 1950. |
| 1952  | Pusey, Merlo J. Charles Evans Hughes. New York : Macmillan, 1951. |
| 1952  | Woodward, C. Vann. Origins of the New South, 1877–1913. Baton Rouge, LA : Louisiana State University Press, 1951. |
| 1953  | Dangerfield, George. The Era of Good Feelings. New York : Harcourt, Brace, 1952. |
| 1953  | Goldman, Eric F. Rendezvous with Destiny. New York : Alfred A. Knopf, 1952. |
| 1954  | Rossiter, Clinton. Seedtime of the Republic. New York : Harcourt, Brace, 1953. |
| 1954  | Langer, William L. and S. Everett Gleason. The Undeclared War. New York : Harper & Bros., 1953. |
| 1955  | Horgan, Paul. Great River, The Rio Grande. Rinehart, 1954. |
| 1955  | White, Leonard D. The Jacksonians. New York : Macmillan, 1954. |
| 1956  | Stevenson, Elizabeth. Henry Adams. New York : Macmillan, 1955. |
| 1956  | Randall, J. G. et Richard N. Current. Last Full Measure: Lincoln the President. New York : Dodd, Mead, 1955. |
| 1957  | Kennan, George F. Russia Leaves the War. Princeton, NJ : Princeton University Press, 1956. |
| 1957  | Link, Arthur S. Wilson: The New Freedom. Princeton, NJ : Princeton University Press, 1956. |
| 1958  | Schlesinger, Arthur M., Jr. The Crisis of the Old Order. New York : Houghton Mifflin, 1957. |
| 1958  | Mott, Frank Luther. A History of American Magazines. Vol. 4. Cambridge, MA : The Belknap Press of Harvard University Press, 1957. |
| 1959  | Samuels, Ernest. Henry Adams, The Middle Years. Cambridge, MA : The Belknap Press of Harvard University Press, 1958. |
| 1959  | Boorstin, Daniel J. The Americans: The Colonial Experience. New York : Random House, 1958. |
| 1960  | Palmer, R. R. The Age of the Democratic Revolution: A Political History of Europe and America, 1760–1800. Princeton, NJ : Princeton University Press, 1959. |
| 1960  | Leech, Margaret. In the Days of McKinley. New York : Harper & Bros., 1959. |
| 1961  | Peterson, Merrill D. The Jefferson Image in the American Mind. Oxford, Eng. : Oxford University Press, 1960. |
| 1961  | Link, Arthur S. Wilson: The Struggle for Neutrality, 1914–1915. Princeton, NJ : Princeton University Press, 1960. |
| 1962  | Cremin, Lawrence A. The Transformation of the School. New York : Alfred A. Knopf, 1961. |
| 1962  | Gilbert, Felix To the Farewell Address: Ideas of Early American Foreign Policy. Princeton, NJ : Princeton University Press, 1961. |
| 1962  | Duberman, Martin B. Charles Francis Adams, 1807–1866. New York : Houghton Mifflin, 1961. |
| 1963  | Smith, Page. John Adams. New York : Doubleday, 1962. |
| 1963  | Wohlstetter, Roberta. Pearl Harbor: Warning and Decision. Palo Alto, CA : Stanford University Press, 1962. |
| 1963  | Stoessinger, John G. The Might of Nations: World Politics in Our Time. New York : Random House, 1962. |
| 1964  | Leuchtenburg, William E. Franklin D. Roosevelt and the New Deal, 1932–1940. New York : Harper & Row, 1963. |
| 1964  | Thomas, John L. The Liberator: William Lloyd Garrison. New York : Little, Brown, 1963. |
| 1964  | Seabury, Paul. Power, Freedom, and Diplomacy: The Foreign Policy of the United States of America. New York : Random House, 1963. |
| 1965  | Perkins, Bradford. Castlereagh and Adams: England and the United States, 1812–1823. Berkeley, CA : University of California Press, 1964. |
| 1965  | Willcox, William B. Portrait of a General: Sir Henry Clinton in the War of Independence. New York : Alfred A. Knopf, 1964. |
| 1965  | Borg, Dorothy. The United States and the Far Eastern Crisis of 1933–1938. Cambridge, MA : Harvard University Press, 1964. |
| 1966  | Morris, Richard B. The Peacemakers: The Great Powers and American Independence. New York : Harper & Row, 1965. |
| 1966  | Friend, Theodore W., III. Between Two Empires: The Ordeal of the Philippines, 1929–1946. New Haven, CT : Yale University Press, 1965. |
| 1967  | Freehling, William W. Prelude to Civil War: The Nullification Controversy in South Carolina, 1816–1836. New York : Harper & Row, 1966. |
| 1967  | Sellers, Charles. James K. Polk, Continentalist, 1843–1846. Vol. II. Princeton, NJ : Princeton University Press, 1966. |
| 1967  | Young, James Sterling. The Washington Community, 1800–1828. Princeton, NJ : Princeton University Press, 1966. |
| 1968  | Bullock, Henry Allen. A History of Negro Education in the South from 1619 to the Present. Cambridge, MA : Harvard University Press, 1967. |
| 1968  | Bushman, Richard L. From Puritan to Yankee: Character and Social Order in Connecticut, 1690–1765. Cambridge, MA : Harvard University Press, 1967. |
| 1968  | Bailyn, Bernard. The Ideological Origins of the American Revolution. Cambridge, MA : The Belknap Press of Harvard University Press, 1967. |
| 1969  | Jordan, Winthrop D. White over Black: American Attitudes Toward the Negro, 1550–1812. Chapel Hill, NC : University of North Carolina Press for the Institute of Early American History and Culture, 1968.                                                      |
| 1969  | Levin, N. Gordon, Jr. Woodrow Wilson and World Politics: America's Response to War and Revolution. Oxford, Eng. : Oxford University Press, 1968. |
| 1969  | Tugwell, Rexford Guy. The Brains Trust. New York : The Viking Press, 1968. |
| 1970  | Sellers, Charles. Charles Willson Peale. New York : Charles Scribner's Sons, 1969. |
| 1970  | Wood, Gordon S. The Creation of the American Republic, 1776–1787. Chapel Hill, NC : University of North Carolina Press for the Institute of Early American History and Culture, 1969.                                                                          |
| 1970  | Carter, Dan T. Scottsboro: A Tragedy of the American South. Baton Rouge, LA : Louisiana State University Press, 1969. |
| 1971  | Barnouw, Erik. The Image Empire: A History of Broadcasting in the United States from 1953. Vol. III. Oxford, Eng. : Oxford University Press, 1970. |
| 1971  | Kennedy, David M. Birth Control in America: The Career of Margaret Sanger. New Haven, CT : Yale University Press, 1970. |
| 1971  | Wall, Joseph Frazier. Andrew Carnegie. Oxford, Eng. : Oxford University Press, 1970. |
| 1972  | Degler, Carl N. Neither Black Nor White. New York : Macmillan, 1971. |
| 1972  | Middlekauff, Robert. The Mathers: Three Generations of Puritan Intellectuals, 1596–1728. Oxford, Eng. : Oxford University Press, 1971. |
| 1972  | Morison, Samuel E.. The European Discovery of America: The Northern Voyages. Oxford, Eng. : Oxford University Press, 1971. |
| 1973  | FitzGerald, Frances. Fire in the Lake: The Vietnamese and the Americans in Vietnam. Boston : Atlantic, Little, Brown, 1972. |
| 1973  | Gaddis, John Lewis. The United States and the Origins of the Cold War. New York : Columbia University Press, 1972. |
| 1973  | Harlan, Louis R.. Booker T. Washington. Oxford, Eng. : Oxford University Press, 1972. |
| 1974  | Billington, Ray Allen. Frederick Jackson Turner: Historian, Scholar, Teacher. Oxford, Eng. : Oxford University Press, 1973. |
| 1974  | Hoopes, Townsend. The Devil and John Foster Dulles. Boston : Atlantic, Little, Brown, 1973. |
| 1974  | Thernstrom, Stephan. The Other Bostonians: Poverty and Progress in the American Metropolis, 1880–1970. Cambridge, MA : Harvard University Press, 1973. |
| 1975  | Fogel, Robert William and Stanley Engerman. Time on the Cross: The Economics of American Negro Slavery and Time on the Cross: Evidence and Methods. Boston : Atlantic, Little, Brown, 1974.                                                                    |
| 1975  | George, Alexander L. and Richard Smoke. Deterrence in American Foreign Policy: Theory and Practice. New York : Columbia University Press, 1974. |
| 1975  | Genovese, Eugene. Roll, Jordan, Roll. New York : Pantheon, 1974. |
| 1976  | Davis, David Brion. The Problem of Slavery in the Age of Revolution, 1770–1823. Ithaca, NY : Cornell University Press, 1975. |
| 1976  | Lewis, R. W. B. Edith Wharton: A Biography. New York : Harper & Row, 1975. |
| 1977  | Dawley, Alan. Class and Community: The Industrial Revolution in Lynn. Cambridge, MA : Harvard University Press, 1976. |
| 1977  | Gross, Robert A. The Minutemen and Their World. New York : Hill and Wang, 1976. |
| 1977  | Higman, Barry W. Slave Population and Economy in Jamaica, 1807–1834. Cambridge, Eng. : Cambridge University Press, 1976. |
| 1978  | Chandler, Alfred D., Jr. The Visible Hand: The Managerial Revolution in American Business. Cambridge, MA : Harvard University Press, 1977. |
| 1978  | Horwitz, Morton J. The Transformation of American Law, 1780–1860. Cambridge, MA : Harvard University Press, 1977. |
| 1979  | Thorne, Christopher. Allies of a Kind: The United States, Britain, and the War Against Japan, 1941–1945. Oxford, Eng. : Oxford University Press, 1978. |
| 1979  | Wallace, Anthony F. C. Rockdale: The Growth of An American Village in the Early Industrial Revolution. New York : Alfred Knopf, 1978. |
| 1980  | Dallek, Robert. Franklin D. Roosevelt and American Foreign Policy, 1932–1945. Oxford, Eng. : Oxford University Press, 1979. |
| 1980  | Dublin, Thomas. Women at Work: The Transformation of Work and Community in Lowell, Massachusetts, 1826–1860. New York : Columbia University Press, 1979. |
| 1980  | Worster, Donald. Dust Bowl: The Southern Plains in the 1930s. Oxford, Eng. : Oxford University Press, 1979. |
| 1981  | Steel, Ronald. Walter Lipmann and the American Century. New York : Little, Brown, 1980. |
| 1981  | Strouse, Jean. Alice James: A Biography. New York : Houghton Mifflin, 1980. |
| 1982  | Countryman, Edward. A People in Revolution: The American Revolution and Political Society in New York, 1760–1790. Baltimore, MD : The Johns Hopkins University Press, 1981.                                                                                    |
| 1982  | Ryan, Mary P. Cradle of the Middle Class: The Family in Oneida County, New York, 1790–1865. Cambridge, Eng. : Cambridge University Press, 1981. |
| 1983  | Demos, John Putnam. Entertaining Satan: Witchcraft and the Culture of Early New England. Oxford, Eng. : Oxford University Press, 1982. |
| 1983  | Salvatore, Nick. Eugene V. Debs: Citizen and Socialist. Champaign, IL : University of Illinois Press, 1982. |
| 1984  | Harlan, Louis R. Booker T. Washington: The Wizard of Tuskegee, 1901–1915. Oxford, Eng. : Oxford University Press, 1982. |
| 1984  | Starr, Paul. The Social Transformation of American Medicine: The Rise of a Sovereign Profession and the Making of a Vast Industry. New York : Basic Books, 1983.                                                                                               |
| 1985  | Lebsock, Suzanne. The Free Women of Petersburg: Status and Culture in a Southern Town, 1784–1860. New York : Norton, 1984. |
| 1985  | Silverman, Kenneth. The Life and Times of Cotton Mather. New York : Harper & Row, 1984. |
| 1986  | Jackson, Kenneth T. Crabgrass Frontier: The Suburbanization of the United States. Oxford, Eng. : Oxford University Press, 1985. |
| 1986  | Jones, Jacqueline. Labor of Love, Labor of Sorrow: Black Women, Work, and the Family from Slavery to the Present. New York : Basic Books, 1985. |
| 1987  | Doerflinger, Thomas. A Vigorous Spirit of Enterprise: Merchants and Economic Development in Revolutionary Philadelphia. Chapel Hill, NC : University of North Carolina Press for the Institute of Early American History and Culture, 1986.                    |
| 1987  | Lane, Roger. Roots of Violence in Black Philadelphia, 1860–1900. Cambridge, MA : Harvard University Press, 1986. |
| 1988  | Sherry, Michael S. The Rise of American Air Power: The Creation of Armageddon. New Haven, CT : Yale University Press, 1987. |
| 1988  | Kolchin, Peter. Unfree Labor: American Slavery and Russian Serfdom. Cambridge, MA : Harvard University Press, 1987. |
| 1989  | Foner, Eric. Reconstruction: America's Unfinished Revolution, 1863–1877. New York : Harper & Row, 1988. |
| 1989  | Morgan, Edmund S. Inventing the People: The Rise of Popular Sovereignty in England and America. New York : W. W. Norton, 1988. |
| 1990  | Merrell, James H. The Indians' New World: Catawbas and Their Neighbors from European Contact through the Era of Removal. Chapel Hill, NC : University of North Carolina Press for the Institute of Early American History and Culture, 1989.                   |
| 1990  | McMillen, Neil R. Dark Journey: Black Mississippians in the Age of Jim Crow. Champaign, IL : University of Illinois Press, 1989. |
| 1991  | Cohen, Lizabeth. Making a New Deal: Industrial Workers in Chicago, 1919–1939. Cambridge, Eng. : Cambridge University Press, 1990. |
| 1991  | Ulrich, Laurel Thatcher. A Midwife's Tale: The Life of Martha Ballard, Based on Her Diary, 1785–1812. New York : Alfred A. Knopf, 1990. |
| 1992  | Cronon, William. Nature's Metropolis: Chicago and the Great West. New York : W. W. Norton, 1991. |
| 1992  | Royster, Charles. The Destructive War: William Tecumseh Sherman, Stonewall Jackson, and the Americans. New York : Alfred A. Knopf, 1991. |
| 1993  | Capper, Charles. The Private Years. Oxford, Eng. : Oxford University Press, 1992. Vol. 1 of Margaret Fuller: An American Romantic Life. |
| 1993  | Leffler, Melvyn P. A Preponderance of Power: National Security, the Truman Administration, and the Cold War. Palo Alto, CA : Stanford University Press, 1992.                                                                                                  |
| 1994  | Elkins, Stanley and Eric McKitrick. The Age of Federalism: The Early American Republic, 1788–1800. Oxford, Eng. : Oxford University Press, 1993. |
| 1994  | Jordan, Winthrop D. Tumult and Silence at Second Creek: An Inquiry into a Civil War Slave Conspiracy. Baton Rouge, LA : Louisiana State University Press, 1993.                                                                                                |
| 1994  | Lewis, David Levering. W. E. B. DuBois: The Biography of a Race, 1868–1919. New York : Henry Holt, 1993. |
| 1995  | Brooke, John L. The Refiner's Fire: The Making of Mormon Cosmology, 1644–1844. Cambridge, Eng. : Cambridge University Press, 1994. |
| 1995  | Dittmer, John. Local People: The Struggle for Civil Rights in Mississippi. Champaign, IL : University of Illinois Press, 1994. |
| 1996  | Taylor, Alan. William Cooper's Town: Power and Persuasion on the Frontier of the Early American Republic. New York : Alfred A. Knopf, 1995. |
| 1996  | Reynolds, David S. Walt Whitman's America: A Cultural Biography. New York : Alfred A. Knopf, 1995. |
| 1997  | Kyvig, David E. Explicit and Authentic Acts: Amending the U.S. Constitution, 1776–1795. Lawrence, KS : University of Kansas Press, 1996. |
| 1997  | Patterson, James T. Grand Expectations: The United States, 1945–1974. Oxford, Eng. : Oxford University Press, 1996. |
| 1998  | Heyrman, Christine Leigh. Southern Cross: The Beginnings of the Bible Belt. New York : Alfred A. Knopf, 1997. |
| 1998  | LaFeber, Walter. The Clash: A History of U.S.-Japan Relations. New York : W. W. Norton, 1997. |
| 1998  | Sugrue, Thomas J. The Origins of the Urban Crisis: Race and Inequality in Postwar Detroit. Princeton, NJ : Princeton University Press, 1997. |
| 1999  | Berlin, Ira. Many Thousands Gone: The First Two Centuries of Slavery in North America. Cambridge, MA : Harvard University Press, 1998. |
| 1999  | Morgan, Philip D. A Slave Counterpoint: Black Culture in Eighteenth-Century Chesapeake and Low Country. Chapel Hill, NC : University of North Carolina Press for the Omohundro Institute of Early American History and Culture, 1998.                          |
| 1999  | Lepore, Jill. The Name of War: King Philip's War and the Origins of American Identity. New York : Alfred A. Knopf, 1998. |
| 2000  | Merrell, James H. Into the American Woods: Negotiators on the American Frontier. New York : W. W. Norton, 1999. |
| 2000  | Dower, John Embracing Defeat: Japan in the Wake of World War II. New York : W. W. Norton and The New Press, 1999. |
| 2000  | Gordon, Linda. The Great Arizona Orphan Abduction. Cambridge, MA : Harvard University Press, 1999. |
| 2001  | Bellesiles, Michael. Arming America: The Origins of a National Gun Culture. New York : Alfred A. Knopf, 2000. (Award rescinded in 2002 because of scholarly misconduct by the author.)                                                                         |
| 2001  | Johnson, Susan Lee. Roaring Camp: The Social World of the California Gold Rush. New York : W. W. Norton, 2000. |
| 2001  | Nasaw, David. The Chief: The Life of William Randolph Hearst. New York : Houghton Mifflin, 2000. |
| 2002  | Blight, David W. Race and Reunion: The Civil War in American Memory. Cambridge, MA : Belknap Press of Harvard University Press, 2001. |
| 2002  | Kessler-Harris, Alice. In Pursuit of Equity: Women, Men, and the Quest for Economic Citizenship in 20th-Century America. Oxford, Eng. : Oxford University Press, 2001.                                                                                         |
| 2003  | Brooks, James F. Captives and Cousins: Slavery, Kinship, and Community in the Southwest Borderlands. Chapel Hill, NC : University of North Carolina Press for the Omohundro Institute of Early American History and Culture, 2002.                             |
| 2003  | Gallay, Alan. The Indian Slave Trade: The Rise of the English Empire in the American South, 1670–1717. New Haven, CT : Yale University Press, 2002. |
| 2004  | Ayers, Edward L. In the Presence of Mine Enemies: War in the Heart of America, 1859–1863. New York : W. W. Norton, 2003. |
| 2004  | Hahn, Steven. A Nation Under Our Feet: Black Political Struggles in the Rural South from Slavery to the Great Migration. Cambridge, MA : Belknap Press of Harvard University Press, 2003.                                                                      |
| 2004  | Marsden, George M. Jonathan Edwards: A Life. New Haven, CT : Yale University Press, 2003. |
| 2005  | Ely, Melvin Patrick. Israel on the Appomattox: A Southern Experiment in Black Freedom from the 1790s Through the Civil War. New York : Alfred A. Knopf, 2004.                                                                                                  |
| 2005  | Klarman, Michael J. From Jim Crow to Civil Rights: The Supreme Court and the Struggle for Racial Equality. Oxford, Eng. : Oxford University Press, 2004. |
| 2005  | O'Brien, Michael. Conjectures of Order: Intellectual Life and the American South, 1810–1860. Chapel Hill, NC : University of North Carolina Press, 2004. |
| 2006  | Clarke, Erskine. Dwelling Place: A Plantation Epic. New Haven : Yale University Press, 2005. |
| 2006  | Westad, Odd Arne. The Global Cold War: Third World Interventions and the Making of Our Times. Cambridge and New York : Cambridge University Press, 2005. |
| 2006  | Wilentz, Sean. The Rise of American Democracy: Jefferson to Lincoln. New York : W. W. Norton, 2005. |
| 2007  | Kirby, Jack Temple. Mockingbird Song: Ecological Landscapes of the South. Chapel Hill, NC : University of North Carolina Press, 2006. |
| 2007  | Richardson, Robert D.. William James: In the Maelstrom of American Modernism. Boston, MA : Houghton Mifflin, 2006. |
| 2008  | Brandt, Allan M. The Cigarette Century: The Rise, Fall, and Deadly Persistence of the Product that Defined America. New York : Basic Books, 2007. |
| 2008  | Postel, Charles. The Populist Vision. New York : Oxford University Press, 2007. |
| 2008  | Silver, Peter. Our Savage Neighbors: How Indian War Transformed Early America. New York : W. W. Norton, 2007. |
| 2009  | Andrews, Thomas G. Killing for Coal: America's Deadliest Labor War. Cambridge, MA : Harvard University Press, 2008. |
| 2009  | Faust, Drew Gilpin. This Republic of Suffering: Death and the American Civil War. New York : Alfred A. Knopf, 2008. |
| 2009  | Hämäläinen, Pekka. The Comanche Empire. New Haven, CT: Yale University Press, 2008. |
| 2010  | Gordon, Linda. Dorothea Lange: A Life Beyond Limits. New York : W.W. Norton & Company, 2009. |
| 2010  | Holton, Woody. Abigail Adams. New York : Free Press, 2009. |
| 2010  | Jacobs, Margaret D. White Mother to a Dark Race: Settler Colonialism, Maternalism, and the Removal of Indigenous Children in the American West and Australia, 1880-1940. Lincoln, NE : University of Nebraska Press, 2009.                                     |
| 2011  | Dubow, Sara. Ourselves Unborn: A History of the Fetus in Modern America. New York : Oxford University Press, 2010. |
| 2011  | Foner, Eric. The Fiery Trial: Abraham Lincoln and American Slavery. New York : W. W. Norton & Company, 2010. |
| 2011  | Tomlins, Christopher. Freedom Bound: Law, Labor, and Civic Identity in Colonizing English America, 1580-1865. Cambridge, Eng., and New York : Cambridge University Press, 2010.                                                                                |
| 2012  | Hyde, Anne F. Empires, Nations and Families: A History of the North American West, 1800-1860.. University of Nebraska, 2011. |
| 2012  | Rodgers, Daniel. Age of Fracture (en). Belknap Press of Harvard University, 2011. |
| 2012  | Brown-Nagin, Tomiko Courage to Dissent: Atlanta and the Long History of the Civil Rights Movement.. Oxford University Press, 2011. |
| 2013  | Bolster, W. Jeffrey. The Mortal Sea: Fishing the Atlantic in the Age of Sail. Belknap Press of Harvard University, 2012. |
| 2013  | Witt, John Fabian. Lincoln’s Code: The Laws of War in American History. Free Press, 2012. |
| 2014  | Kelman, Ari. A Misplaced Massacre: Struggling over the Memory of Sand Creek. Harvard University Press, 2013. |
| 2014  | Katznelson, Ira. Fear Itself: The New Deal and the Origins of Our Time. Liveright Publishing Corporation / W.W. Norton & Company, 2013. |
| 2015  | Beckert, Sven. Empire of Cotton: A Global History. New York : Alfred Knopf, 2014. |
| 2015  | Grandin, Greg. The Empire of Necessity: Slavery, Freedom, and Deception in the New World. New York : Metropolitan Books/Henry Holt & Company, 2014. |
| 2016  | Bilder, Mary Sarah. Madison's Hand: Revising the Constitutional Convention. Cambridge, Massachusetts : Harvard University Press, 2015. |
| 2016  | Rosen, Deborah. Border Law: The First Seminole War and American Nationhood. Cambridge, Massachusetts : Harvard University Press, 2015. |
| 2016  | Lipman, Andrew. The Saltwater Frontier: Indians and the Contest for the American Coast. New Haven, CT : Yale University Press, 2015. |
| 2017  | Resendez, Andres. The Other Slavery: The Uncovered Story of Indian Slavery in America. New York : Houghton Mifflin Harcourt, 2016. |
| 2017  | Thompson, Heather Ann. Blood in the Water: The Attica Prison Uprising of 1971 and Its Legacy (en). New York : Pantheon Books, 2016. |
| 2017  | Tomes, Nancy. Remaking the American Patient: How Madison Avenue and Modern Medicine Turned Patients Into Consumers. Chapel Hill, NC : University of North Carolina Press, 2016.                                                                                |
| 2018  | Heinrichs, Waldo and Marc Gallicchio. Implacable Foes: War in the Pacific, 1944-1945. Oxford, Eng. : Oxford University Press, 2017. |
| 2018  | Warren, Louis S.. God’s Red Son: The Ghost Dance Religion and the Making of Modern America. New York : Basic Books, 2017. |
| 2018  | Winiarski, Douglas L.. Darkness Falls on the Land of Light: Experiencing Religious Awakenings in Eighteenth-Century New England. Chapel Hill, NC : University of North Carolina Press for the Omohundro Institute of Early American History and Culture, 2017. |
| 2019  | Blight, David W.. Frederick Douglass: Prophet of Freedom (en). New York : Simon and Schuster, 2018. |
| 2019  | Brooks, Lisa. Our Beloved Kin: A New History of King Philip's War. New Haven : Yale University Press, 2018. |
| 2020  | Cohen, Lizabeth. Saving America's Cities: Ed Logue and the Struggle to Renew Urban America in the Suburban Age. New York : Farrar, Straus and Giroux, 2019. |
| 2020  | Reidy, Joseph P. Illusions of Emancipation: The Pursuit of Freedom and Equality in the Twilight of Slavery. Chapel Hill : The University of North Carolina Press, 2019.                                                                                        |
| 2021  | Saunt, Claudio. Unworthy Republic: The Dispossession of Native Americans and the Road to Indian Country (en). New York : W. W. Norton & Company, 2020. |
| 2021  | Horowitz, Andy. Katrina: A History, 1915-2015. Cambridge : Harvard University Press, 2020. |
| 2022  | Bay, Mia. Traveling Black: A Story of Race and Resistance. Cambridge, Massachusetts : The Belknap Press of Harvard University Press, 2021. |
| 2022  | Ngai, Mae. The Chinese Question: The Gold Rushes and Global Politics. New York : W.W. Norton & Company, 2021. |
| 2023  | Gage, Beverly. G-Man: J. Edgar Hoover and the Making of the American Century: Viking, 2022. |
| 2023  | Hernández, Kelly L. Bad Mexicans: Race, Empire, and Revolution in the Borderlands: W.W. Norton & Company, 2022. |
| 2023  | Sweet, John W. The Sewing Girl's Tale: A Story of Crime and Consequences in Revolutionary America: Henry Holt and Company, 2022. |
| 2024  | West, Elliott. Continental Reckoning: The American West in the Age of Expansion. Lincoln : University of Nebraska Press, 2023. |
| 2024  | Eisenberg, Carolyn Woods. Fire and Rain: Nixon, Kissinger and the Wars in Southeast Asia. New York : Oxford University Press, 2023. |

## Source de la traduction
- (en) Cet article est partiellement ou en totalité issu de l’article de Wikipédia en anglais intitulé « Bancroft Prize » (voir la liste des auteurs).